# Tank-top Festival in JAPAN
『Tank-top Festival in JAPAN』（タンクトップ・フェスティバル・イン・ジャパン）とは日本のロックバンド・ヤバイTシャツ屋さんの3枚目のオリジナルアルバム。2018年12月19日にユニバーサルシグマからリリースされた。

## 概要
前作『Galaxy of the Tank-top』から約11ヶ月ぶりにリリースされたフルアルバムである。前作以降のシングルからは「とってもうれしいたけ」収録の「タンクトップくんのキャラソン」と岡崎体育によるリミックスを除く全曲が収録されている。
通常盤と初回限定盤の2形態でリリースされており、初回限定盤には2018年1月9日に東京・チームスマイル・豊洲PITで行われた無料招待制ライブ「uP!!!NEXT ヤバイTシャツ屋さん 〜大人が色々頑張ってくれたおかげで無料で出来るライブ〜」の模様と、“おもしろ大反省会”の模様を収録したDVDが付属している。また、店舗別購入特典として「2019タンクトップくん年賀状 〜again〜」が配布された。

## 収録曲
1. KOKYAKU満足度1位
  - 7thシングル収録曲。
2. 君はクプアス
  - 7thシングル収録曲。
3. 大人の事情
  - 実際にアルバムの6曲目に収録予定だった曲が、“大人の事情”で収録出来なくなったことを歌った楽曲。[3]
4. リセットマラソン
  - こやまのソーシャルゲームにおける実体験が元になっている楽曲。[3]
5. 鬼POP激キャッチー最強ハイパーウルトラミュージック
  - 6thシングル収録曲。
  - モード学園（東京･大阪･名古屋）2018年度TVCMソング。[4]
6. かかとローラー
  - 6thシングル収録曲。
7. ざつにどうぶつしょうかい
  - 6thシングル収録曲。
8. かわE
  - 映画『ニセコイ』主題歌。[4]
9. ゆとりロック
  - タイトルは「氣志團万博 2018 〜房総爆音爆勝宣言〜」出演時の紹介VTR内の言葉からつけられている。[5]

## 収録内容

### Disc 1
| 全作詞・作曲: こやまたくや（#9、作詞・作曲: しばたありぼぼ）、全編曲: ヤバイTシャツ屋さん。 |                                                       |                                                |                                                |      |
| #                                                                                           | タイトル                                              | 作詞                                           | 作曲・編曲                                     | 時間 |
| 1.                                                                                          | 「Tank-top Festival 2019」                            | こやまたくや（#9、作詞・作曲: しばたありぼぼ） | こやまたくや（#9、作詞・作曲: しばたありぼぼ） | 3:19 |
| 2.                                                                                          | 「KOKYAKU満足度1位」                                  | こやまたくや（#9、作詞・作曲: しばたありぼぼ） | こやまたくや（#9、作詞・作曲: しばたありぼぼ） | 3:09 |
| 3.                                                                                          | 「小ボケにマジレスするボーイ&ガール」                 | こやまたくや（#9、作詞・作曲: しばたありぼぼ） | こやまたくや（#9、作詞・作曲: しばたありぼぼ） | 2:29 |
| 4.                                                                                          | 「君はクプアス」                                      | こやまたくや（#9、作詞・作曲: しばたありぼぼ） | こやまたくや（#9、作詞・作曲: しばたありぼぼ） | 4:47 |
| 5.                                                                                          | 「どすえ 〜おこしやす京都〜」                         | こやまたくや（#9、作詞・作曲: しばたありぼぼ） | こやまたくや（#9、作詞・作曲: しばたありぼぼ） | 3:11 |
| 6.                                                                                          | 「大人の事情」                                        | こやまたくや（#9、作詞・作曲: しばたありぼぼ） | こやまたくや（#9、作詞・作曲: しばたありぼぼ） | 2:58 |
| 7.                                                                                          | 「リセットマラソン」                                  | こやまたくや（#9、作詞・作曲: しばたありぼぼ） | こやまたくや（#9、作詞・作曲: しばたありぼぼ） | 2:02 |
| 8.                                                                                          | 「鬼POP激キャッチー最強ハイパーウルトラミュージック」 | こやまたくや（#9、作詞・作曲: しばたありぼぼ） | こやまたくや（#9、作詞・作曲: しばたありぼぼ） | 3:23 |
| 9.                                                                                          | 「秋」                                                | こやまたくや（#9、作詞・作曲: しばたありぼぼ） | こやまたくや（#9、作詞・作曲: しばたありぼぼ） | 2:39 |
| 10.                                                                                         | 「かかとローラー」                                    | こやまたくや（#9、作詞・作曲: しばたありぼぼ） | こやまたくや（#9、作詞・作曲: しばたありぼぼ） | 3:59 |
| 11.                                                                                         | 「ざつにどうぶつしょうかい」                          | こやまたくや（#9、作詞・作曲: しばたありぼぼ） | こやまたくや（#9、作詞・作曲: しばたありぼぼ） | 3:23 |
| 12.                                                                                         | 「かわE」                                             | こやまたくや（#9、作詞・作曲: しばたありぼぼ） | こやまたくや（#9、作詞・作曲: しばたありぼぼ） | 3:25 |
| 13.                                                                                         | 「ゆとりロック」                                      | こやまたくや（#9、作詞・作曲: しばたありぼぼ） | こやまたくや（#9、作詞・作曲: しばたありぼぼ） | 4:23 |
| 合計時間:                                                                                   | 合計時間:                                             | 43:07                                          |                                                |      |

### Disc 2
| #   | タイトル | 作詞 | 作曲・編曲 |
| --- | --- | ---- | ---------- |
| 1.  | 「-おもしろ大反省会1-」(uP!!!NEXT ヤバイTシャツ屋さん ～大人が色々頑張ってくれたおかげで無料で出来るライブ～」 2018年1月9日 @東京・豊洲PIT)                                         |      |            |
| 2.  | 「Tank-top in your heart」(uP!!!NEXT ヤバイTシャツ屋さん ～大人が色々頑張ってくれたおかげで無料で出来るライブ～」 2018年1月9日 @東京・豊洲PIT)                                      |      |            |
| 3.  | 「Tank-top of the world」(uP!!!NEXT ヤバイTシャツ屋さん ～大人が色々頑張ってくれたおかげで無料で出来るライブ～」 2018年1月9日 @東京・豊洲PIT)                                       |      |            |
| 4.  | 「とりあえず噛む」(uP!!!NEXT ヤバイTシャツ屋さん ～大人が色々頑張ってくれたおかげで無料で出来るライブ～」 2018年1月9日 @東京・豊洲PIT)                                              |      |            |
| 5.  | 「-おもしろ大反省会2-」(uP!!!NEXT ヤバイTシャツ屋さん ～大人が色々頑張ってくれたおかげで無料で出来るライブ～」 2018年1月9日 @東京・豊洲PIT)                                         |      |            |
| 6.  | 「DQNの車のミラーのところによくぶら下がってる大麻の形したやつ」(uP!!!NEXT ヤバイTシャツ屋さん ～大人が色々頑張ってくれたおかげで無料で出来るライブ～」 2018年1月9日 @東京・豊洲PIT) |      |            |
| 7.  | 「寝んでもいける」(uP!!!NEXT ヤバイTシャツ屋さん ～大人が色々頑張ってくれたおかげで無料で出来るライブ～」 2018年1月9日 @東京・豊洲PIT)                                              |      |            |
| 8.  | 「天王寺に住んでる女の子」(uP!!!NEXT ヤバイTシャツ屋さん ～大人が色々頑張ってくれたおかげで無料で出来るライブ～」 2018年1月9日 @東京・豊洲PIT)                                      |      |            |
| 9.  | 「流行りのバンドのボーカルの男みんな声高い」(uP!!!NEXT ヤバイTシャツ屋さん ～大人が色々頑張ってくれたおかげで無料で出来るライブ～」 2018年1月9日 @東京・豊洲PIT)                    |      |            |
| 10. | 「-おもしろ大反省会3-」(uP!!!NEXT ヤバイTシャツ屋さん ～大人が色々頑張ってくれたおかげで無料で出来るライブ～」 2018年1月9日 @東京・豊洲PIT)                                         |      |            |
| 11. | 「無線LANばり便利」(uP!!!NEXT ヤバイTシャツ屋さん ～大人が色々頑張ってくれたおかげで無料で出来るライブ～」 2018年1月9日 @東京・豊洲PIT)                                             |      |            |
| 12. | 「あつまれ!パーティーピーポー」(uP!!!NEXT ヤバイTシャツ屋さん ～大人が色々頑張ってくれたおかげで無料で出来るライブ～」 2018年1月9日 @東京・豊洲PIT)                                 |      |            |
| 13. | 「-おもしろ大反省会4-」(uP!!!NEXT ヤバイTシャツ屋さん ～大人が色々頑張ってくれたおかげで無料で出来るライブ～」 2018年1月9日 @東京・豊洲PIT)                                         |      |            |
| 14. | 「ヤバみ」(uP!!!NEXT ヤバイTシャツ屋さん ～大人が色々頑張ってくれたおかげで無料で出来るライブ～」 2018年1月9日 @東京・豊洲PIT)                                                      |      |            |
| 15. | 「ハッピーウェディング前ソング」(uP!!!NEXT ヤバイTシャツ屋さん ～大人が色々頑張ってくれたおかげで無料で出来るライブ～」 2018年1月9日 @東京・豊洲PIT)                                |      |            |
| 16. | 「-おもしろ大反省会5-」(uP!!!NEXT ヤバイTシャツ屋さん ～大人が色々頑張ってくれたおかげで無料で出来るライブ～」 2018年1月9日 @東京・豊洲PIT)                                         |      |            |
| 17. | 「ネコ飼いたい」(uP!!!NEXT ヤバイTシャツ屋さん ～大人が色々頑張ってくれたおかげで無料で出来るライブ～」 2018年1月9日 @東京・豊洲PIT)                                                |      |            |